# Grand Oral
Cet article concerne un film. Pour un article homonyme, concernant une émission de télévision, voir Le Grand Oral.
Pour plus de détails, voir Fiche technique et Distribution.
Grand Oral est un court métrage français réalisé par Yann Moix, sorti en 2000.

## Synopsis
Gilbert Dandieu, 30 ans, est anxieux. Il vient repasser un examen de sexologie qu'il a déjà raté plusieurs fois. Il attend son tour dans le couloir parmi la foule bigarrée des candidats. C'est enfin son tour.

## Fiche technique
- Titre : Grand Oral
- Réalisation : Yann Moix
- Scénario : Yann Moix
- Photographie : Benoît Segerer
- Régisseur général : Carl Guilbaud
- Genre : Court métrage de comédie
- Format : Couleur - Dolby SR - 1,66:1 - 35 mm
- Durée : 15 minutes
- Année de sortie : 
  - France : 21 septembre 2000 (TV première)

## Distribution
- Philippe Vieux
- Julie Depardieu : Sylvie
- François Berléand
- Jean-Christophe Bouvet
- Véronique Ataly
- Delphine Dewost
- Fabien Billet